# 7DJ (7 días en Jamaica)
#7DJ (7 días en Jamaica) es el primer EP del cantante colombiano Maluma, lanzado el 28 de enero de 2021.
El álbum se caracteriza principalmente por la fusión de ritmos entre el reguetón, trap y pop con el reggae, el dancehall y el ska, aludiendo a su viaje a Jamaica donde se realizó la grabación de dicho álbum. El 28 de enero de 2021, el álbum fue presentado junto a su cortometraje musical «7 Días en Jamaica». Se desprenden del mismo, algunos sencillos como: «Agua de Jamaica», «Desayun-Arte» y «Peligrosa». En este álbum, está incluida la participación de Ziggy Marley y Charly Black.

## Antecedentes
El 27 de enero de 2021 a través de Instagram, Maluma anunció una transmisión en vivo mediante IGTV a través de una foto con el hashtag #7DJ. Al día siguiente en su cumpleaños, se anunció oficialmente el lanzamiento del nuevo material de Maluma a través del cortometraje musical «7 Días en Jamaica». Al igual que su anterior álbum Papi Juancho, este álbum fue realizado mucho antes de la cuarentena por la pandemia de enfermedad por coronavirus de 2019-2020.
«Esos siete días en Jamaica llegaron en un momento en el que necesitaba escapar y desconectarme. Ya que había trabajado intensamente sin parar en mi carrera durante siete años y llegué a cuestionarme si debía seguir creando música. Hice un gran examen de conciencia ahí mismo y regresé como una persona diferente; completamente inspirado y dándome cuenta de que la música no es sólo lo que hago, es parte de lo que soy, de cómo vivo e interpreto la vida”.» expresó Maluma.

## Producción
«7 Días en Jamaica» lo filmaron en algunas locaciones de Jamaica y Los Ángeles. Fue producido por 36 Grados y está compuesto por siete videos interconectados que hacen del álbum una aventura audiovisual. La producción musical estuvo a cargo de Édgar “Edge” Barrera, Johany Alejandro Correa“Nyal” y The Rude Boyz.
Se destacan las obras de arte del escultor y artista colombiano Federico Uribe, las cuales fueron reflejadas dentro del cortometraje.

## Lista de canciones
| N.º   | Título                      | Productor(es)            | Duración |  |
| 1.    | «Tonika» (con Ziggy Marley) | Edge, Nyal               | 3:50     |  |
| 2.    | «Love» (con Charly Black)   | Edge, Nyal               | 3:08     |  |
| 3.    | «Chocolate»                 | Edge, Nyal, The Rudeboyz | 3:34     |  |
| 4.    | «Agua de Jamaica»           | Edge, Nyal               | 2:56     |  |
| 5.    | «Desayun-Arte»              | Edge, The Rudeboyz       | 2:39     |  |
| 6.    | «La burbuja»                | The Rudeboyz             | 3:48     |  |
| 7.    | «Peligrosa»                 | Edge, Nyal               | 3:45     |  |
| 23:44 |                             |                          |          |  |

## Posicionamiento en listas
| Listas (2021)                        | Mejor posición |
| ------------------------------------ | -------------- |
| Estados Unidos (Latin Rhythm Albums) | 10             |
| Estados Unidos (Reggae Albums)       | 2              |
| Estados Unidos (Top Latin Albums)    | 14             |